# Protochondrostoma genei
Protochondrostoma genei је зракоперка из реда Cypriniformes. 

## Угроженост
Ова врста је наведена као последња брига, јер има широко распрострањење и честа је врста.

## Распрострањење
Врста је присутна у Италији и Словенији.

## Станиште
Станишта врсте су планине, језера и језерски екосистеми, речни екосистеми и слатководна подручја. 